# 夢のディスクジョッキー
『夢のディスクジョッキー』は、1976年2月21日に発売された、JOHNNYS' ジュニア・スペシャルの初のオリジナルアルバムである。

## 収録曲

### LP
- A面

1. J.J.S.のテーマ
2. 君の胸に
3. 初恋のフォトグラフ （板野ソロ）
作詞：杉山政美、作曲：中村雅俊。
4. サニー・オールド・デイズ （林ソロ）
5. 町長さんの長女 （林ソロ）
6. 新しい君を知るために

- B面

1. 雪どけの町へ
2. 雲にらくがき
作詞・作曲：さだまさし
3. サタデーナイト
4. 感じる夕暮れ（畠山ソロ）
5. さよなら愛 
作詞：山口洋子、作曲：穂口雄右
6. ハートの夢

### CD
1. J.J.S.のテーマ
2. 君の胸に
3. 初恋のフォトグラフ
4. サニー・オールド・デイズ
5. 町長さんの長女
6. 新しい君を知るために
7. 雪どけの町へ
8. 雲にらくがき
9. サタデーナイト
10. 感じる夕暮れ
11. さよなら愛
12. ハートの夢